# 里布尼克-邁丹西基河
里布尼克-邁丹西基河（烏克蘭語：Рибник Майданський），是烏克蘭的河流，位於該國西部，屬於里布尼克河的右支流，流經利沃夫州，河道全長19公里，流域面積82.8平方公里。